# Evangelický kostel (Spišská Nová Ves)
Evangelický kostel ve Spišské Nové Vsi je klasicistní evangelický kostel z konce 18. století nacházející se na Radničním náměstí v historickém centru města Spišská Nová Ves v Košickém kraji na Slovensku. Kostel je zapsán jako národní kulturní památka SR.

## Historie
Před výstavbou dnešního kostela používali evangeličtí věřící ve městě dřevěnou modlitebnu, která však již byla zchátralá a tak se ke konci 80. let 18. století rozhodlo o výstavbě nové budovy.
Dnešní kostel je jednolodní budova postavená v klasicistním slohu v letech 1790–1796 stavitelem Františkem Bartelem, který zhotovil i plány budovy. S výstavbou kostela se začalo již 29. března 1790. Budova je postavena ve tvaru řeckého kříže a je součástí městské památkové zóny. K vysvěcení kostela došlo ve stejném roce, kdy byla dokončena výstavba a to 9. října 1796.
Varhany v kostele pocházejí ze začátku 19. století a jsou dílem vídeňského varhanáře Friedricha Deutschmanna, který je zhotovil v letech 1822–1823.
Budova stojí na Radničním náměstí v historickém jádru města severozápadně od římskokatolického farního kostela Nanebevzetí Panny Marie.
Na seznam národních kulturních památek byl kostel zapsán 15. října 1963.

## Zajímavosti
- V kostele jsou uloženy cenné historické svazky pocházející z knihovny bývalého evangelického gymnázia, která je nejstarší dochovanou knihovnou na Spiši.[2][3]
- Křtitelnice v kostele pochází ještě z dřevěné modlitebny, která byla využívána před výstavbou současného kostela.[4]
- Kostel byl postaven na základě tolerančního patentu z roku 1781 a musel tedy být podle tehdejších pravidel postaven bez věže. Později se objevily plány na dostavbu věže a vznikl dokonce projekt, z výstavby však sešlo z důvodu nedostatku financí.[4]

## Galerie

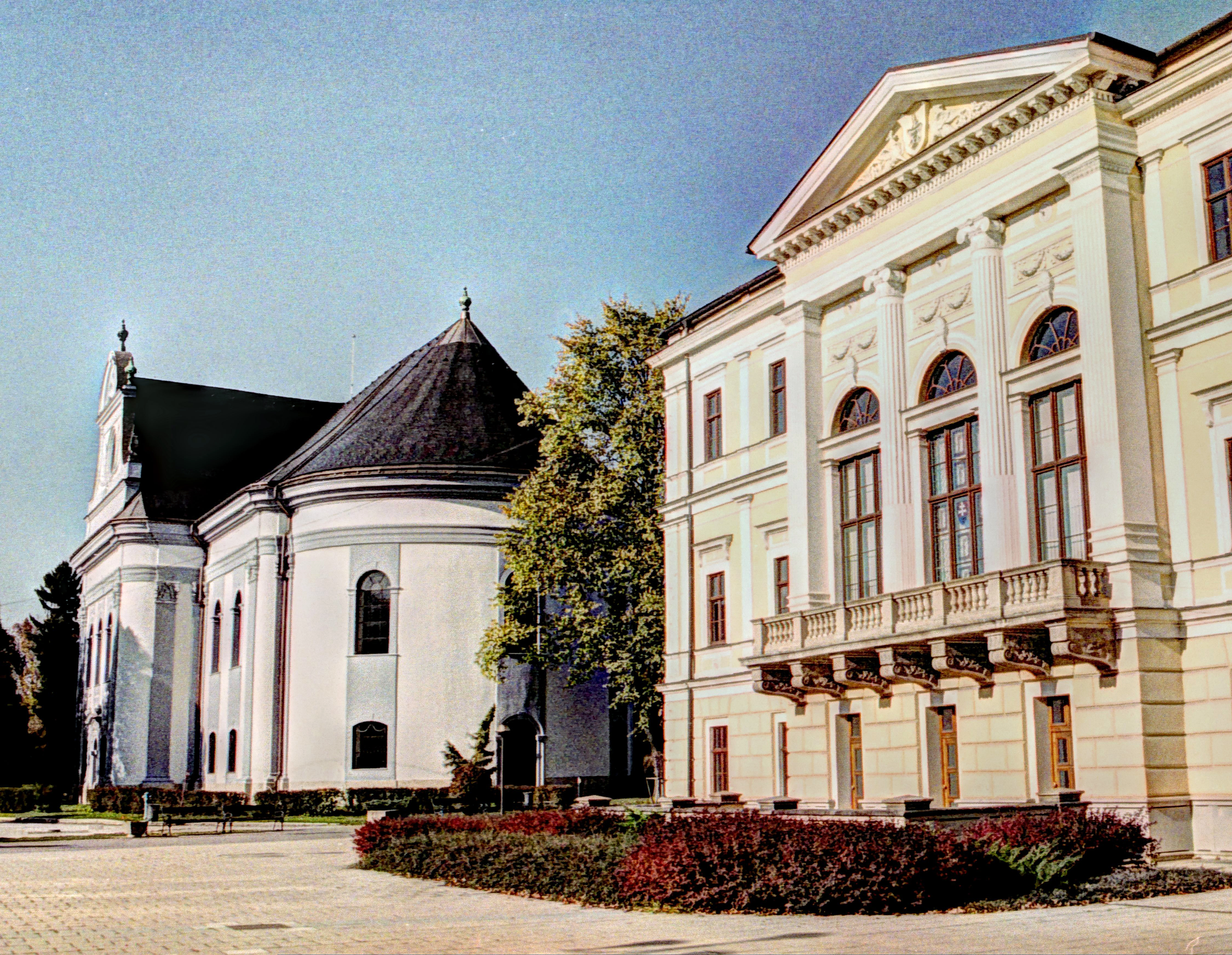
Pohled na kostel a vedle něj stojící radnici z jihovýchodu
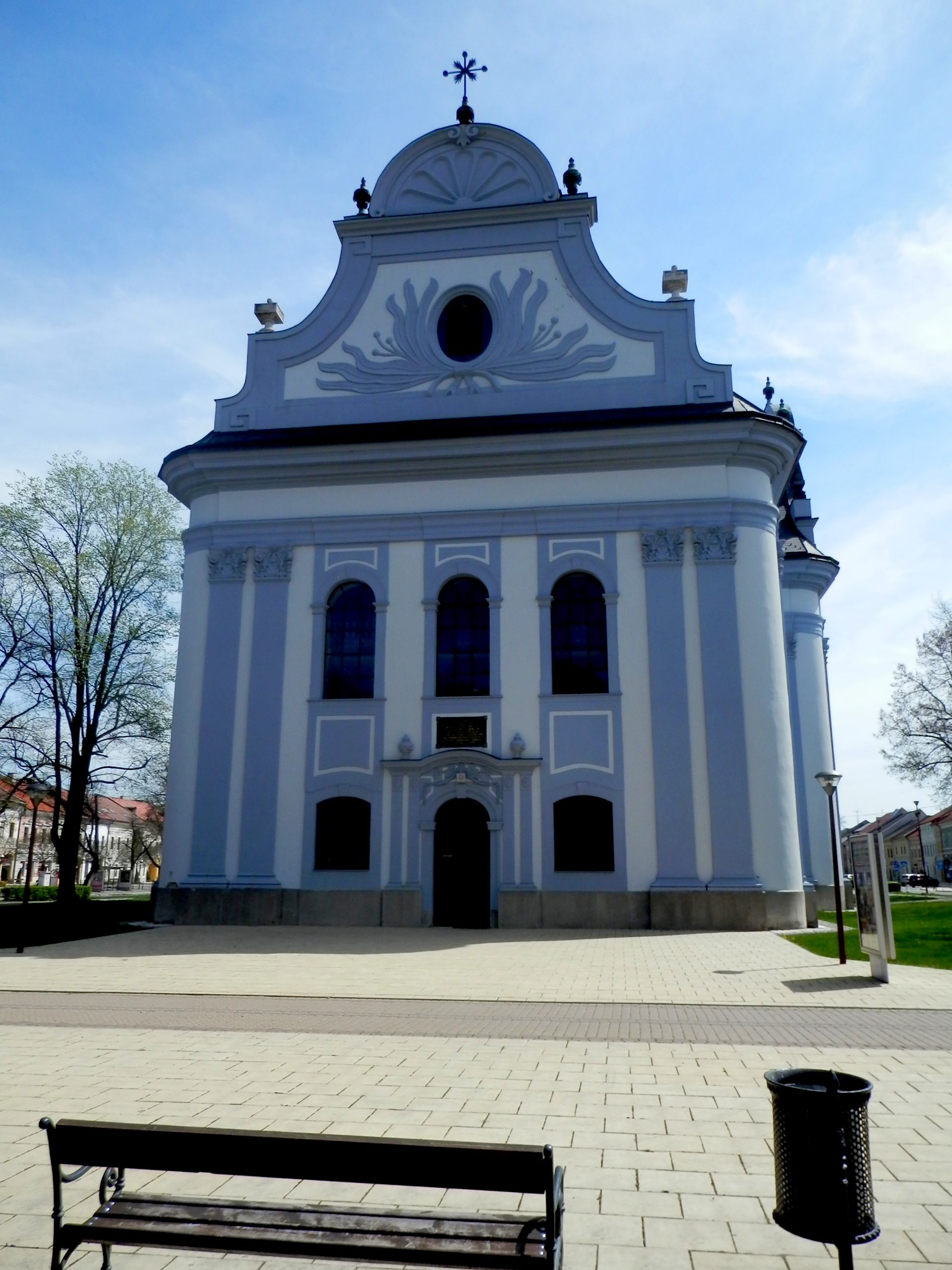
Pohled na západní fasádu kostela
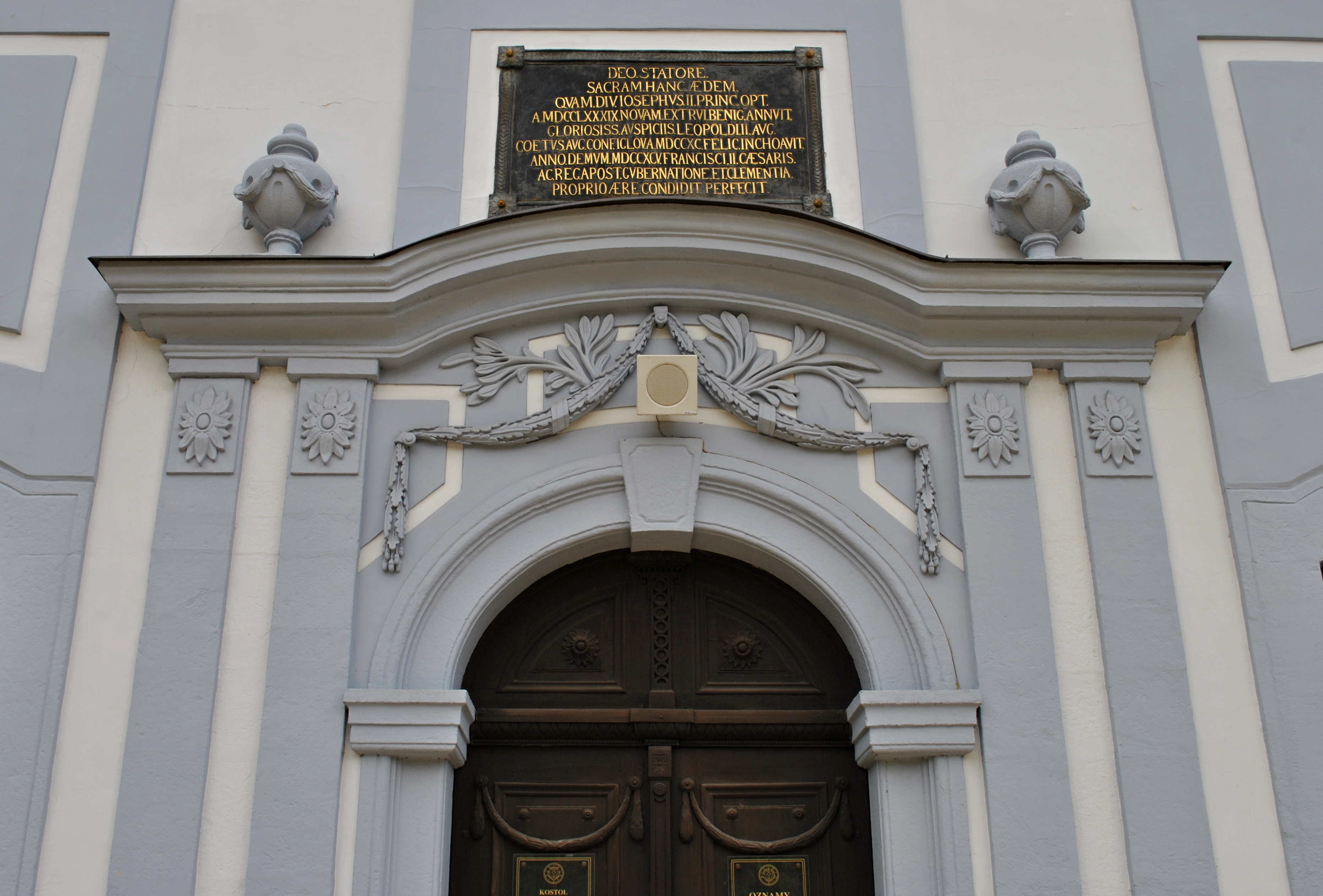
Detail vstupního portálu
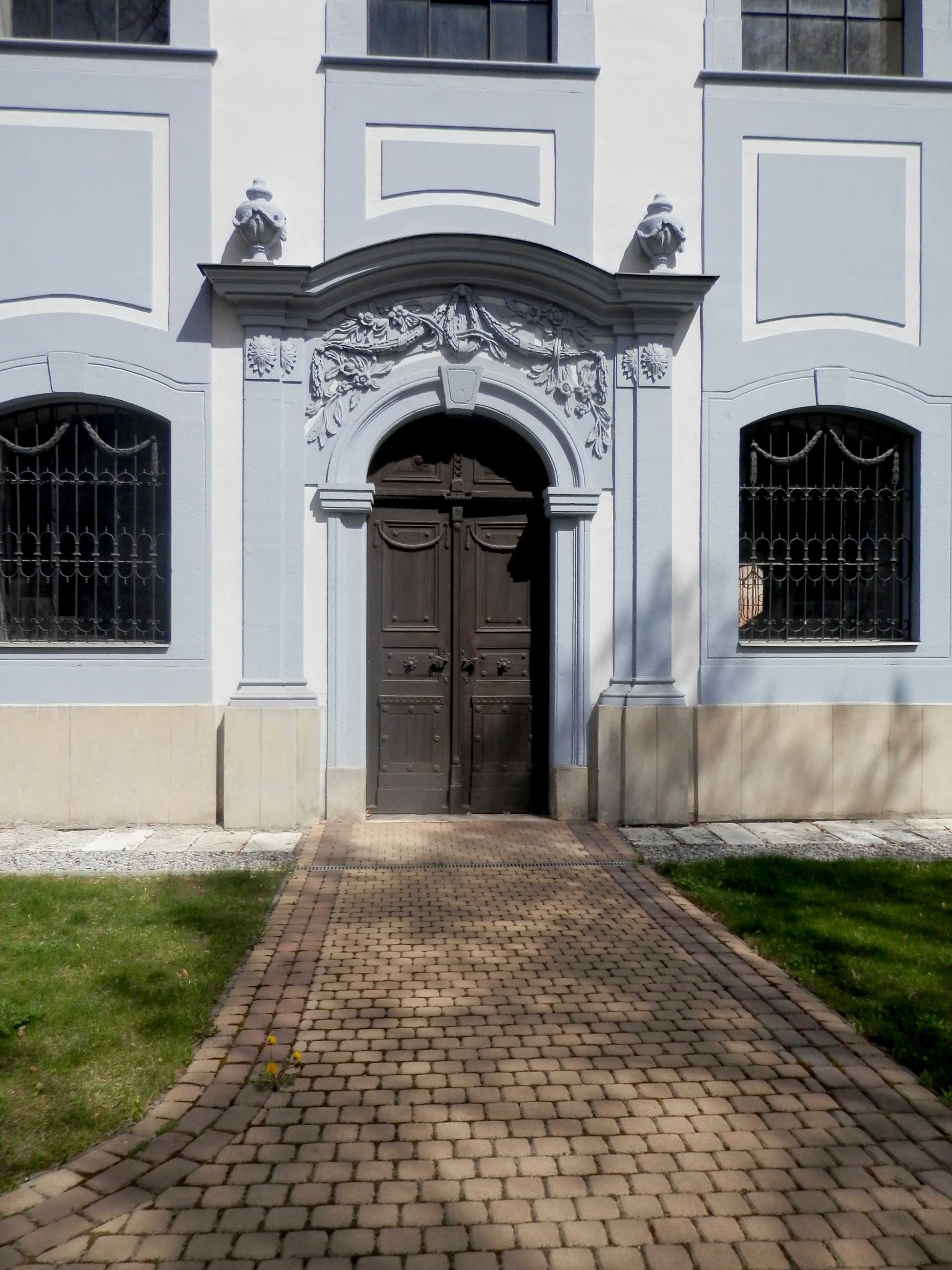
Pohled na jeden ze vstupních portálů
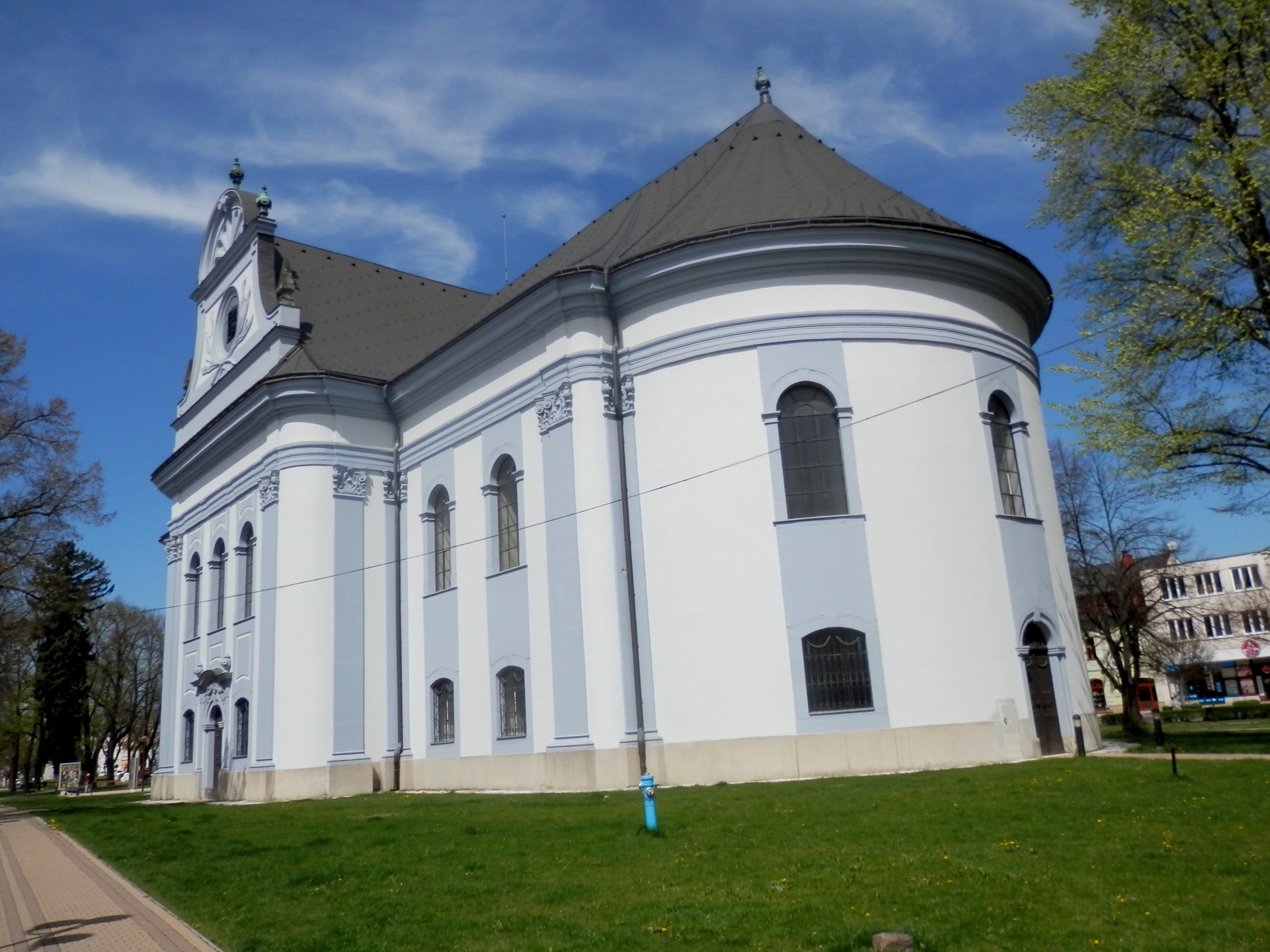
Východní a jižní fasáda budovy